# Provincia de Musashi
La provincia de Musashi (武蔵の国 Musashi no kuni) fue una provincia japonesa que en la actualidad correspondería con la metrópolis de Tokio, la mayoría de la prefectura de Saitama y una parte de la prefectura de Kanagawa. Su nombre abreviado fue Bushū (武州). La provincia comprendía también Kawasaki y Yokohama. Musashi bordeaba con las provincias de Kai, Kōzuke, Sagami, Shimōsa y Shimotsuke. Musashi era una de las provincias de Tōkaidō.

## Nombre
La palabra Musashi se registró por primera vez como muzasi (牟射志), posiblemente de origen Ainu. En Ainu, mun-sar-i significa "pantano" o "humedal de plantas inútiles/malas", en referencia a que Musashi se encontraba en la llanura de Kanto.